# スカイラブ3号
スカイラブ3号 (SL-3またはSLM-2とも称される) は、アメリカ合衆国初の宇宙ステーション、スカイラブにおける二度目の有人宇宙飛行である。飛行は1973年7月28日、サターンIB型ロケットに3名の宇宙飛行士を乗せて開始され、59日間11時間9分で終了した。総計1,084.7時間におよぶ活動時間の中で、飛行士らは医療・太陽観測・地球資源探査その他の分野で科学実験を行った。
スカイラブの有人飛行は公式にはスカイラブ2、3、4号と指定されているが、計画の記章は作成する際の連絡ミスにより、それぞれスカイラブI、スカイラブII、スカイラブ3と描かれた。

## 飛行士

### 本搭乗員
| 地位       | 飛行士                                              |
| ---------- | --------------------------------------------------- |
| 船長       | アラン・ビーン (Alan L. Bean) 2回目で最後の宇宙飛行 |
| 科学飛行士 | オーウェン・ギャリオット (Owen K. Garriott) 初飛行  |
| 飛行士     | ジャック・ルーズマ (Jack R. Lousma) 初飛行          |

### 予備搭乗員
| 地位       | 飛行士                                   |
| ---------- | ---------------------------------------- |
| 船長       | ヴァンス・ブランド (Vance D. Brand)      |
| 科学飛行士 | ウィリアム・レノワー (William B. Lenoir) |
| 飛行士     | ドン・リンド (Don L. Lind)               |

### 支援飛行士
- ロバート・クリッペン (Robert L. Crippen)
- ヘンリー・ハーツフィールド (Henry W. Hartsfield, Jr)
- カール・ヘニーゼ (Karl G. Henize)
- ストーリー・マスグレイヴ (F. Story Musgrave)
- ウィリアム・ソーントン (William E. Thornton)
- リチャード・トゥルーリー (Richard H. Truly)

## 諸元
- 質量 : 約20,121キログラム
- 最大高度 : 440キロメートル
- 飛行距離 : 3,940万キロメートル
- 発射機 : サターンIB型ロケット
- 近地点 : 423キロメートル
- 遠地点 : 441キロメートル
- 軌道傾斜角 : 50度
- 軌道周回時間 : 93.2分

### ドッキング
- ドッキング開始 : 1973年7月28日 – 19:37:00 UTC
- ドッキング終了 : 1973年9月25日 – 11:16:42 UTC
- ドッキング期間 : 58日15時間39分42秒

### 船外活動 (Extra Vehicular Activity, EVA)
- ギャリオットおよびルーズマ – EVA1
- EVA1 開始 : 1973年8月6日 17:30 UTC
- EVA1 終了 : 8月7日 00:01 UTC
- 時間 : 6時間31分
- ギャリオットおよびルーズマ – EVA2
- EVA2 開始 : 1973年8月24日 16:24 UTC
- EVA2 終了 : 8月24日 20:55 UTC
- 時間 : 4時間31分
- ビーンおよびギャリオット – EVA3
- EVA3 開始 : 1973年9月22日 11:18 UTC
- EVA3 終了 : 9月22日 13:59 UTC
- 時間 : 2時間41分

## 主要な任務

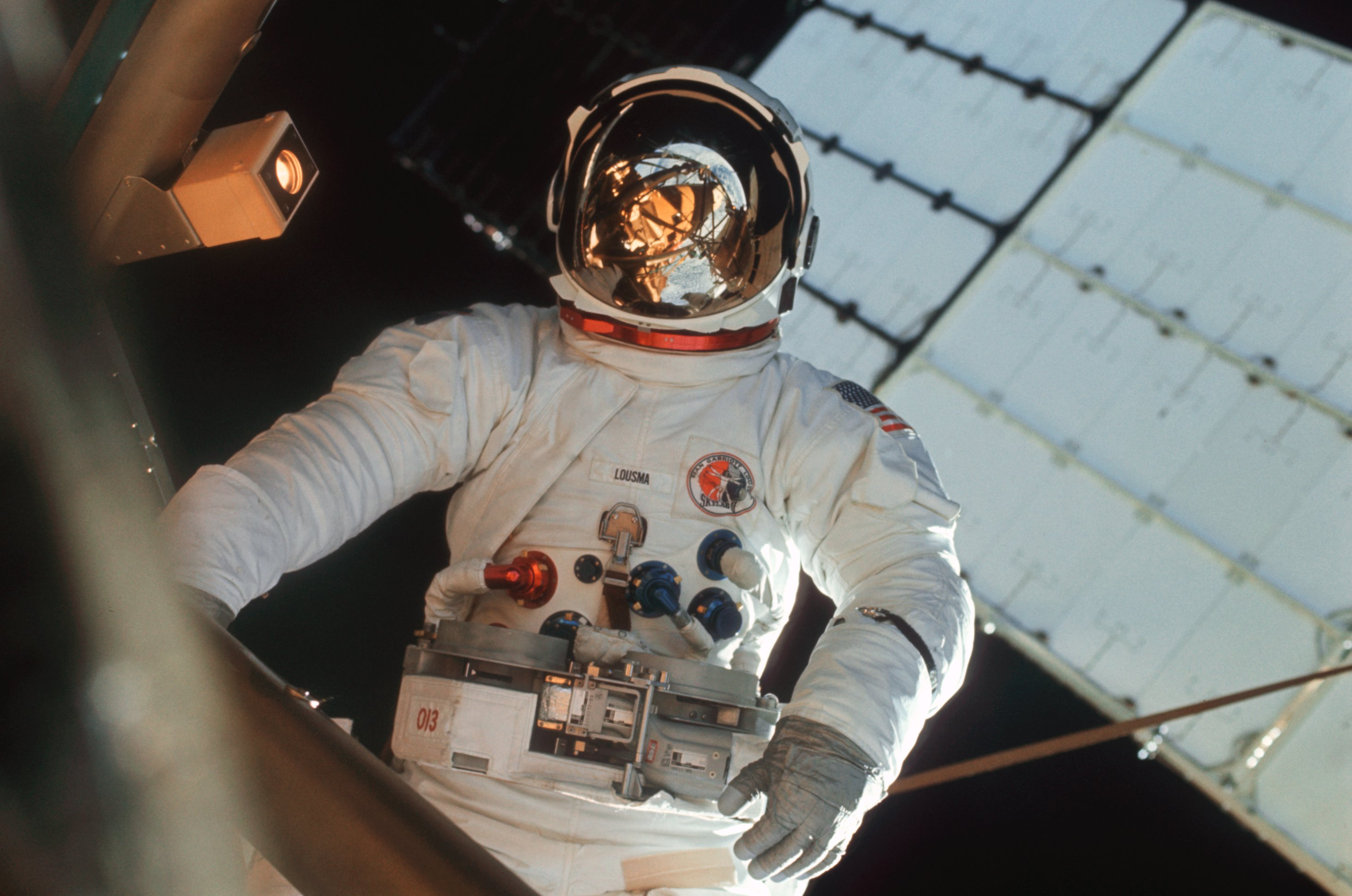
EVAを行うジャック・ルーズマ飛行士

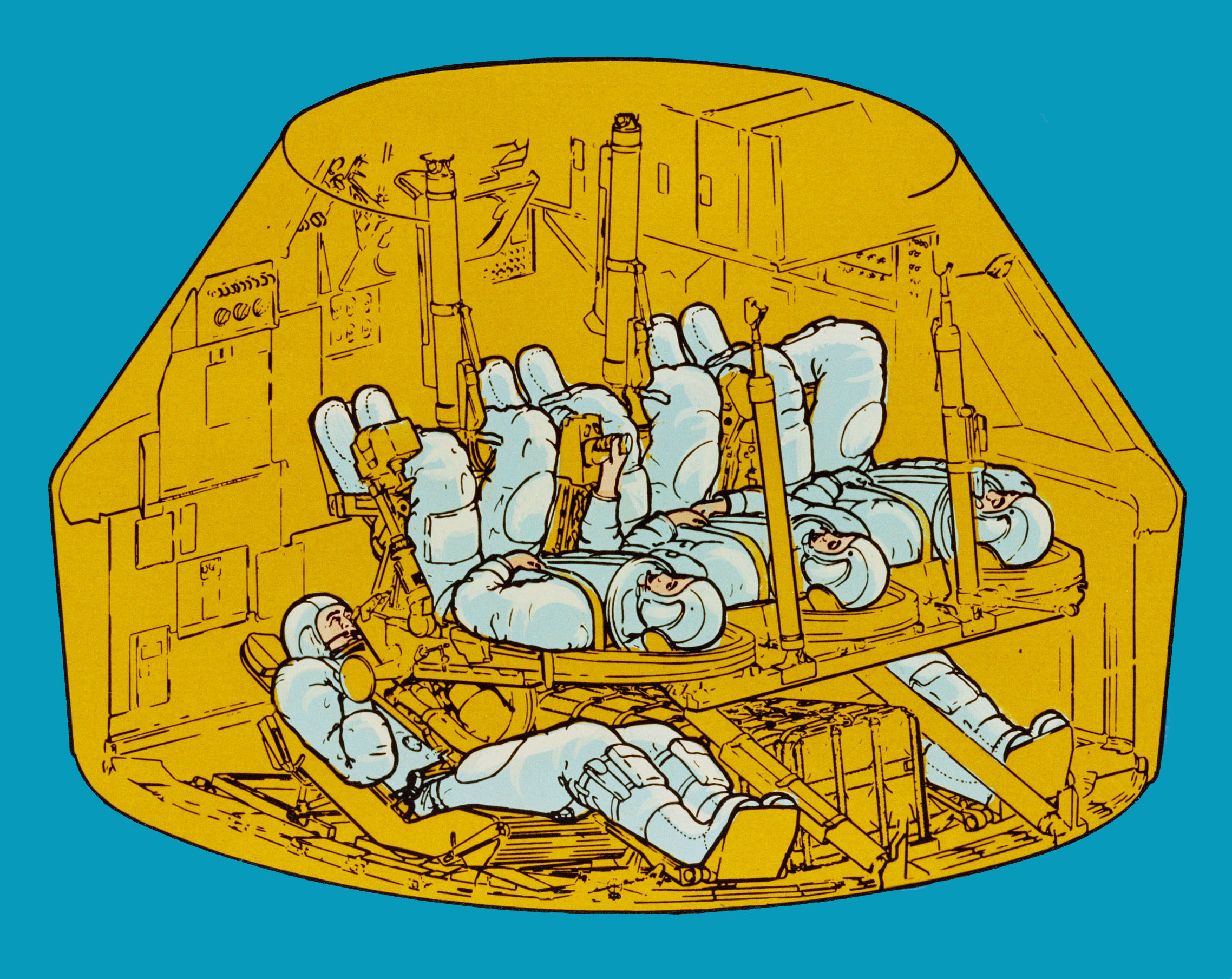
スカイラブ・レスキュー用の5人乗りコマンドモジュール

スカイラブ本体に接近する間、アポロ宇宙船の4箇所ある姿勢制御用ロケット (Reaction Control System, RCS) のひとつから燃料漏れが発生した。ドッキング自体は無事に完了し問題への対処は続けられたが、その6日後もう1箇所のRCSからも燃料漏れが発生し、管制センターに懸念が広がった。スカイラブは同時に2機のアポロ宇宙船とドッキングすることが可能なため、当初はもう1機のアポロを救出船として39番発射台から打ち上げることが検討された。8月4日にはレスキューミッションの打ち上げが9月10日に決定し、クルーのトレーニングと機体の準備が急ピッチでされたが、司令・機械船はRCSが2箇所あれば安全に操縦できるため、救出船を送る必要はないと最終的に決断された。（この時準備されたCSM 119は現在ケネディ宇宙センターのアポロ・サターンVセンターに展示されている。）
第一回の船外活動 (Extravehicular Activity, EVA) で、飛行士らは2本の柱を持つ日よけを設置した。スカイラブ本体は発射の際、熱保護も兼ねた微小隕石保護シールドが脱落していた。これによって上昇した船内の温度を下げるため、二つの対策が施された。一つは折りたたみ傘のような日よけを、船内にある機材放出口から差し出し展開するという暫定的なもので、これはスカイラブ2号ですでに成功していた。3号の飛行士が行ったのは、これに覆い被せるようにしてさらに大きな日よけを取りつけるという最終作業で、機材はどちらも2号がスカイラブに持ち込んでいた。
3号では包括的な医療研究が継続され、前の2号で収集された、宇宙飛行への人間の生理学的な適応・再適応の能力に関するデータがさらに充実された。また飛行士の宇宙滞在の期間が約1ヶ月から2ヶ月にまで伸びたことにより、飛行時間が生理学的な適応・再適応の能力に与える影響も検証することができた。
スカイラブの3回の飛行では、いずれも一連の核心的医療調査が行われた。それらの核心的調査は2号で行われた基礎調査と同じものだったが、3号の飛行中に行われたものは研究者らが2号の科学的結果から学習したものにもとづき、追加の試験が補充されていた。たとえば脚部だけの体積の測定、飛行前と飛行後の立体写真計測、そして飛行中のふくらはぎの周囲の寸法の最大値の計測などは、元々はスカイラブの3回の飛行すべてで予定されていたものだった。
2号で撮影された写真から、飛行士たちには「顔のむくみ」の症状が現れていることが明らかになった。これにより3号では、頭部への顕著な体液の移動についてより多くのデータを集めるため、飛行中の胴回りと足回りの寸法の計測を追加で行うことになった。その他に追加された試験には、1. 脚部にカフ (血圧計) をつけての動脈圧の測定　2. 飛行前と飛行中の顔写真を比較しての「顔のむくみ」の症状の調査　3. 静脈の伸展性の計測　4. ヘモグロビンの測定　5. 尿の比重や質量などの測定　などがあった。これらの飛行中検査は、体液移動の現象について理解を深めるべく、体液の分布や体液のバランスになどついてさらに多くの情報を与えた。
3号では無重力が生体に与える影響を検証するため、ネズミ、ショウジョウバエ、単細胞生物、細胞培養液などを用いて生体実験が行われた。また人間の肺細胞が細胞培養液に入れられ、微少重力環境における生化学的な特徴の検証のため搭乗員らと一緒に飛行した。「ポケットマウスの時間生物学」と「キイロショウジョウバエの24時間の生体リズム」と題された二つの動物実験は、どちらもロケット発射から30時間にわたって停電が発生し実験動物が死んでしまったため、不成功に終わった。
スカイラブの実験にはアメリカ中の高校生も参加し、天文学、物理学、基礎生物学などで研究が行われた。生徒たちが提案した実験項目には、コーディレフスキー雲・木星からのX線・実験免疫学・原形質流動・質量測定・中性子の分析などの研究から、「宇宙空間でクモは巣を張れるか」というものもあった。
飛行士らの健康状態は、口腔衛生・環境と飛行士の微生物学・放射線・スカイラブ軌道実験室の毒物学的観点などのデータを集めた上で、スカイラブの中で判断された。他の評価項目には操縦装置や船室の居住性などがあり、飛行士の活動やメンテナンスの実験は、2号から4号を通して宇宙での生活や仕事という観点をよりよく理解するため検証された。

## 計画の記章
円形の記章はレオナルド・ダ・ヴィンチのウィトルウィウス的人体図をモチーフにし、計画の医療実験を象徴しているが、性器の部分は省略されている。また背景には半分の太陽 (黒点を含む) と半分の地球が描かれ、飛行中に行われる実験を象徴している。白地の背景には飛行士の名前と「Skylab II」の文字が書かれ、外周を赤と白と青の線が囲っている。飛行士の妻らは、男性像のかわりに女性像を描き、自分たちのファーストネームを周囲に書いた代わりの記章をひそかに作っていた。彼女たちはこの記章を、飛行士らを驚かせるためアポロ司令船のロッカーの中に密かに忍ばせていた。

## 写真

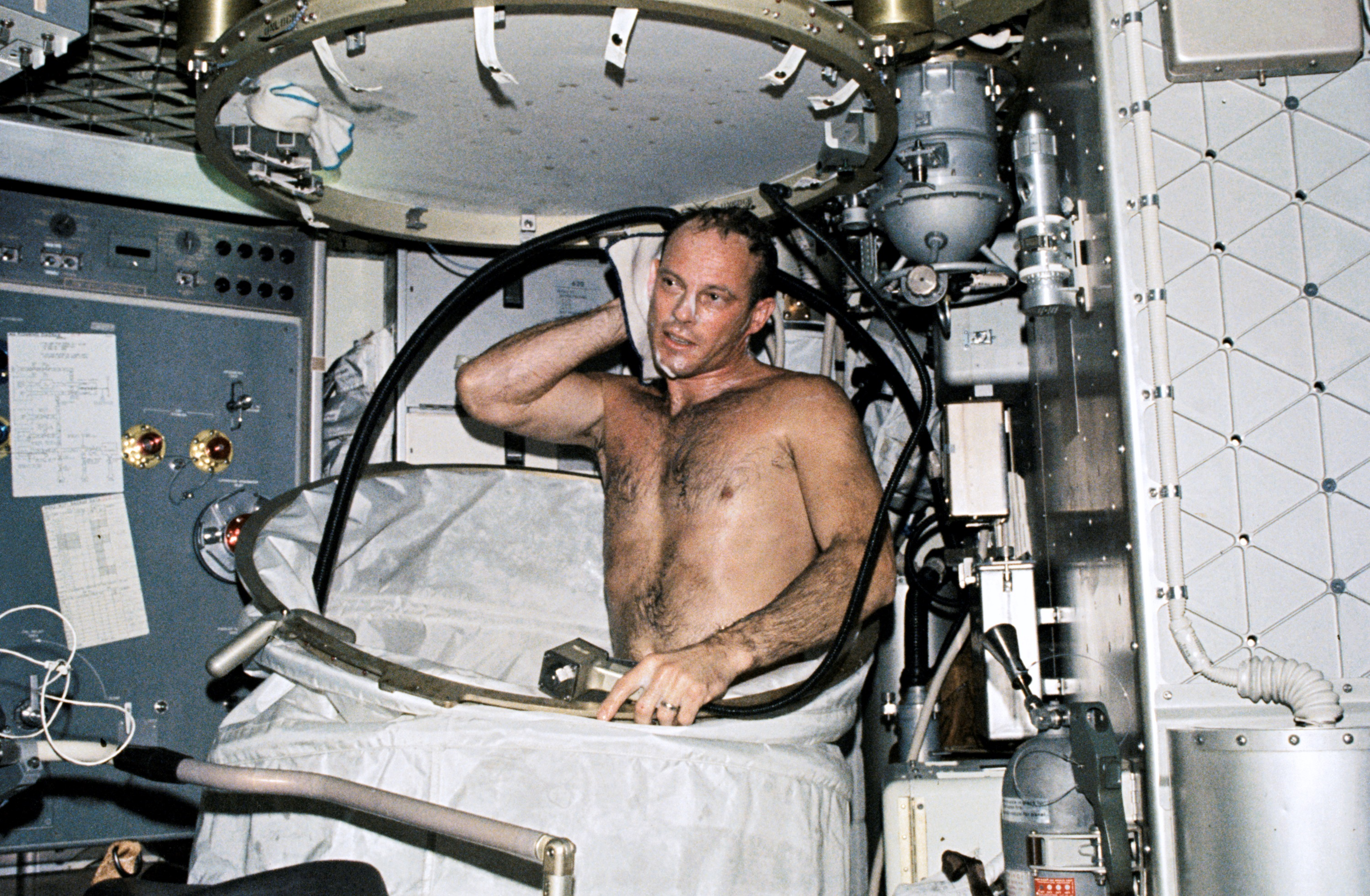
船内の居住区でシャワーを浴びるルーズマ
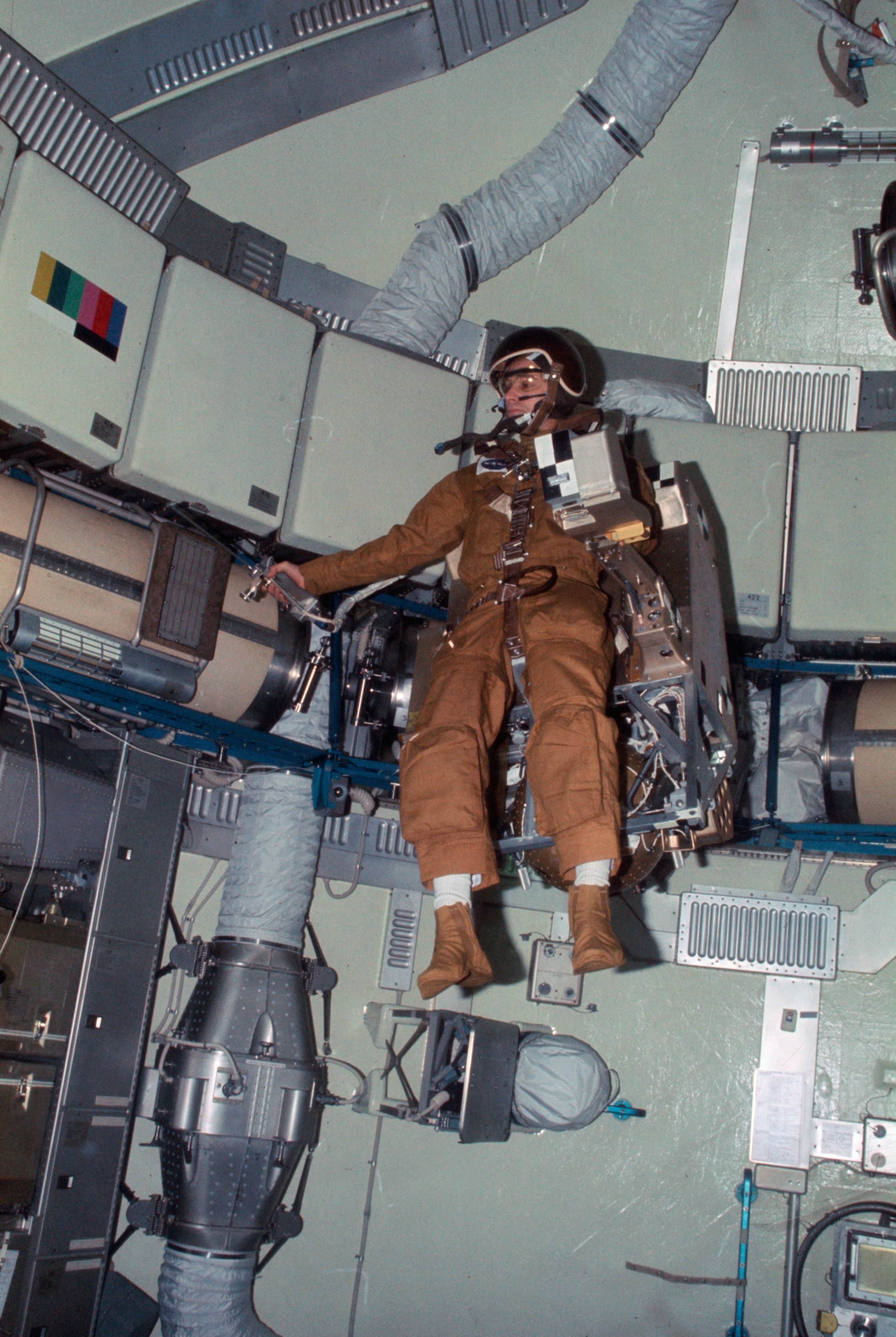
有人機動ユニット (Manned Maneuvering Unit) の原型で船内を飛行するアラン・ビーン
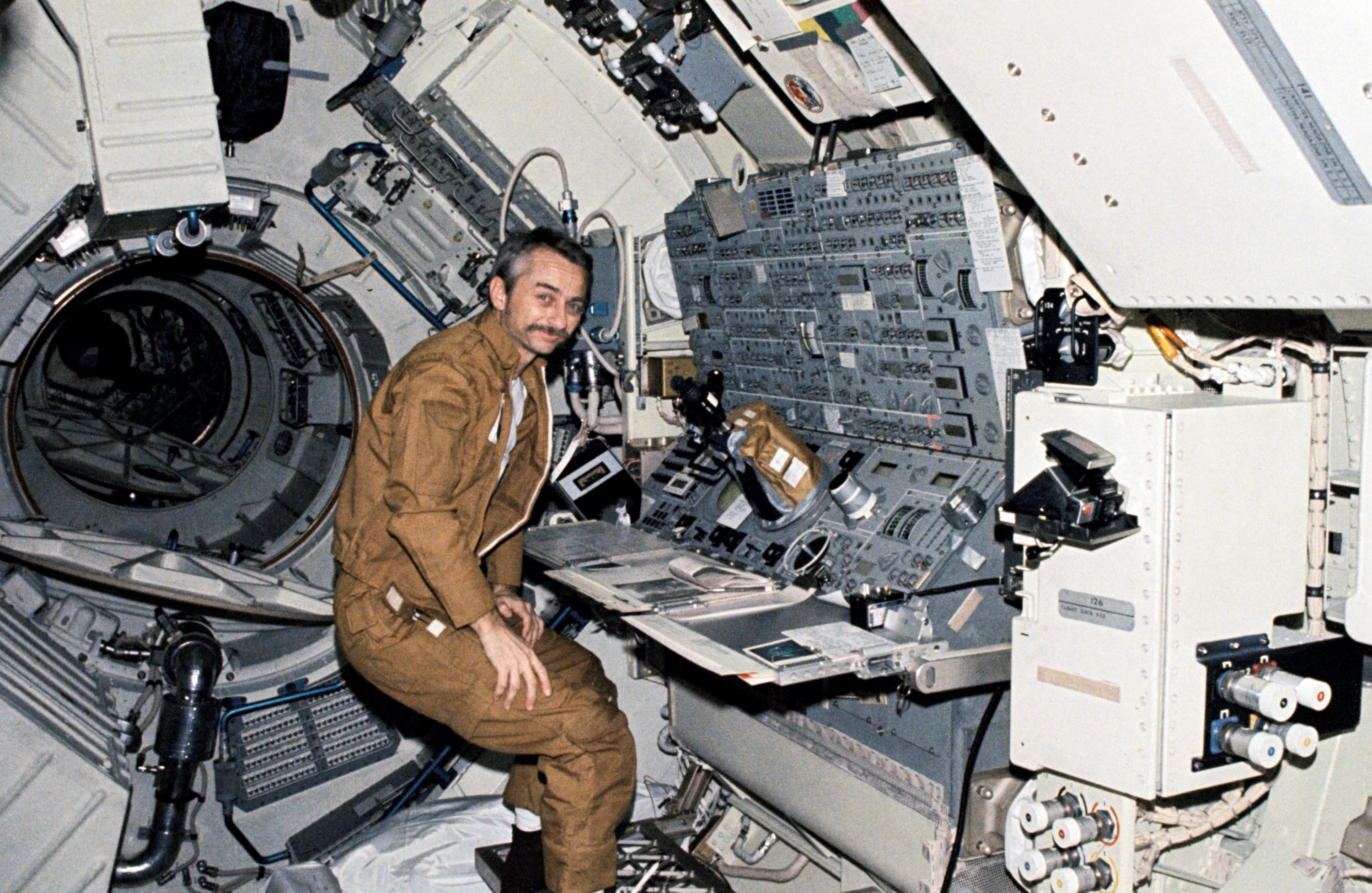
アポロ搭載望遠鏡を操作するオーウェン・ギャリオット
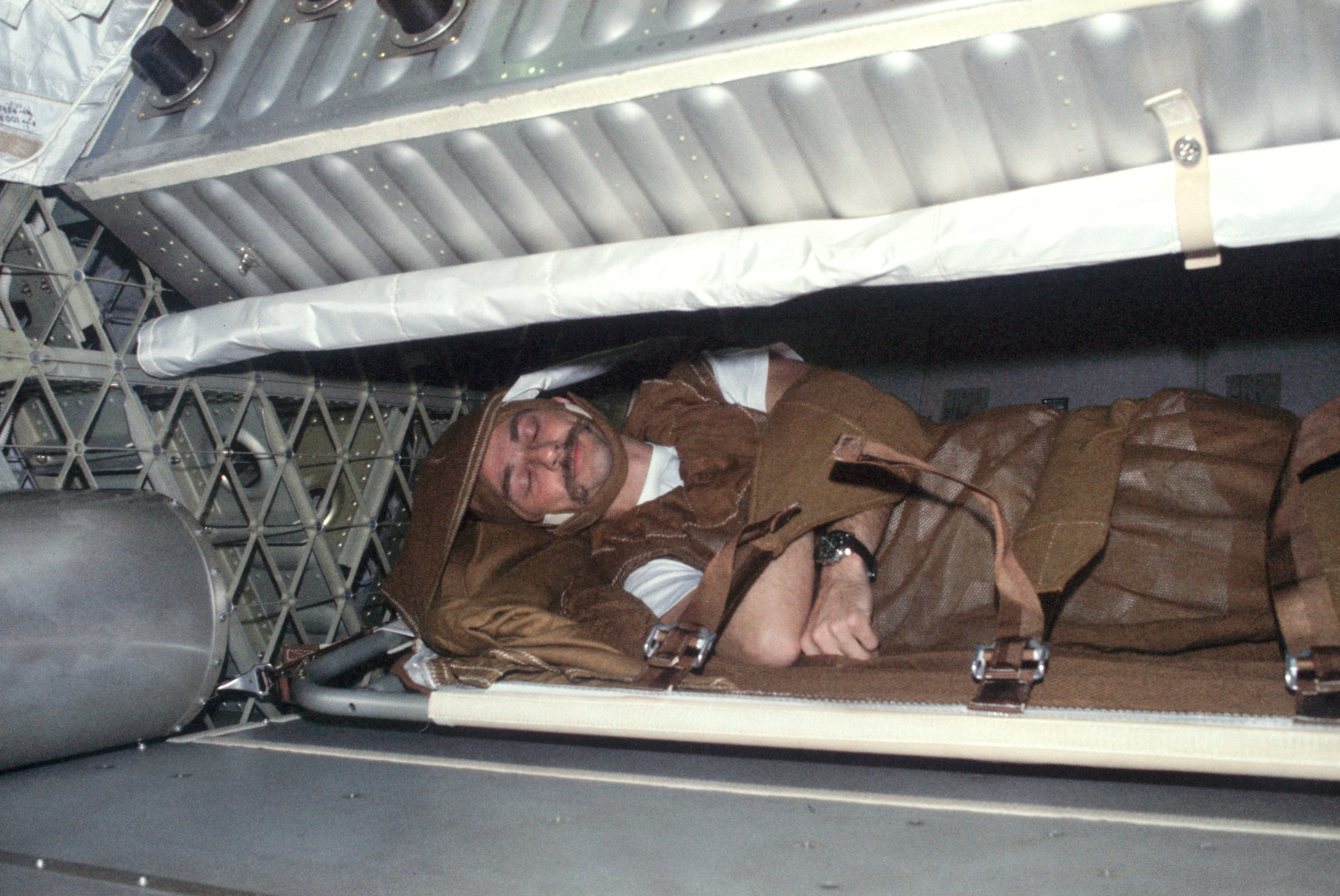
自身の個室で睡眠するギャリオット。無重力状態で体が漂わないよう、ベルトで固定されている
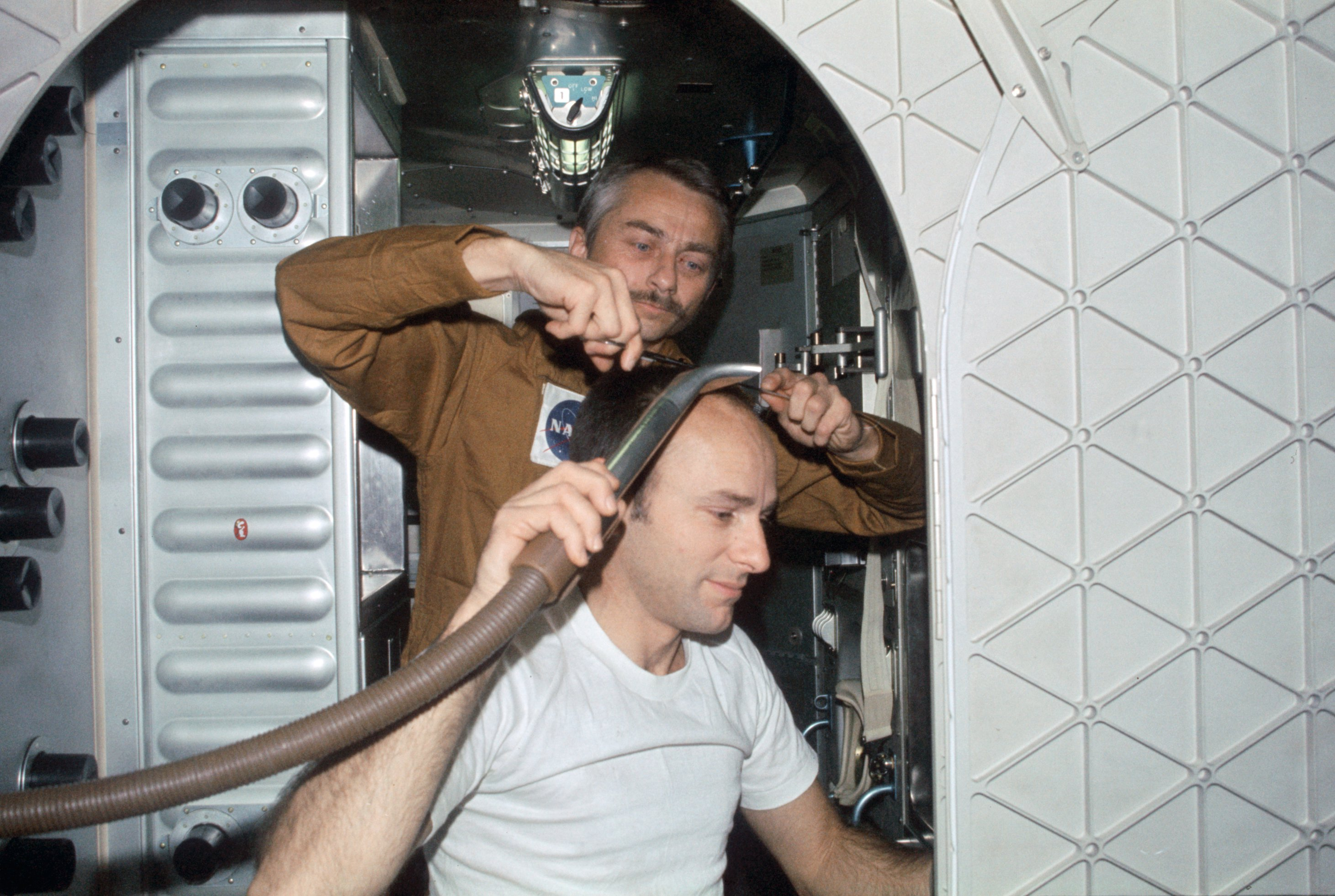
ビーンの髪を刈るギャリオット
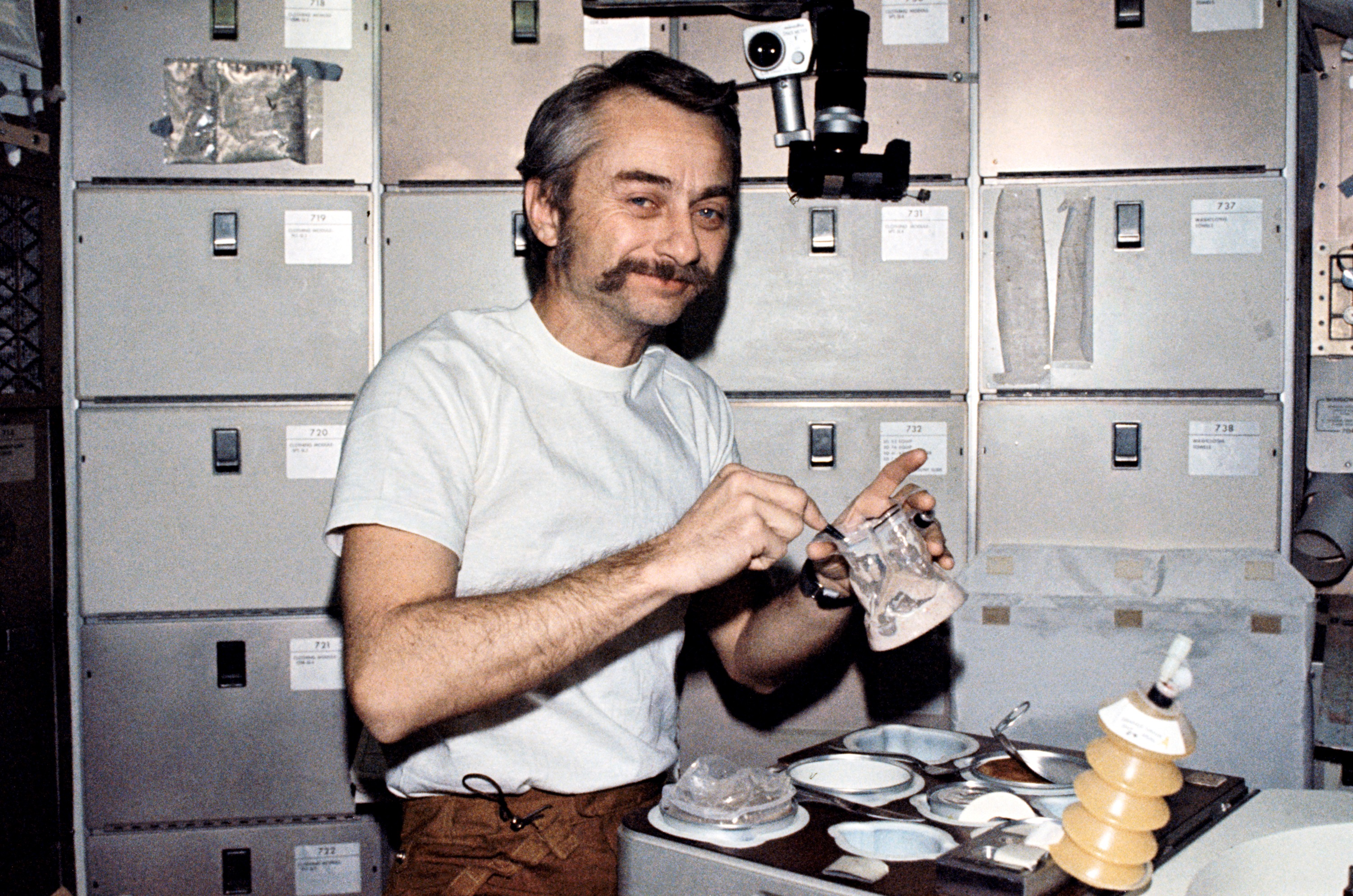
食堂で食事を取るギャリオット

## 宇宙船の現在の状態

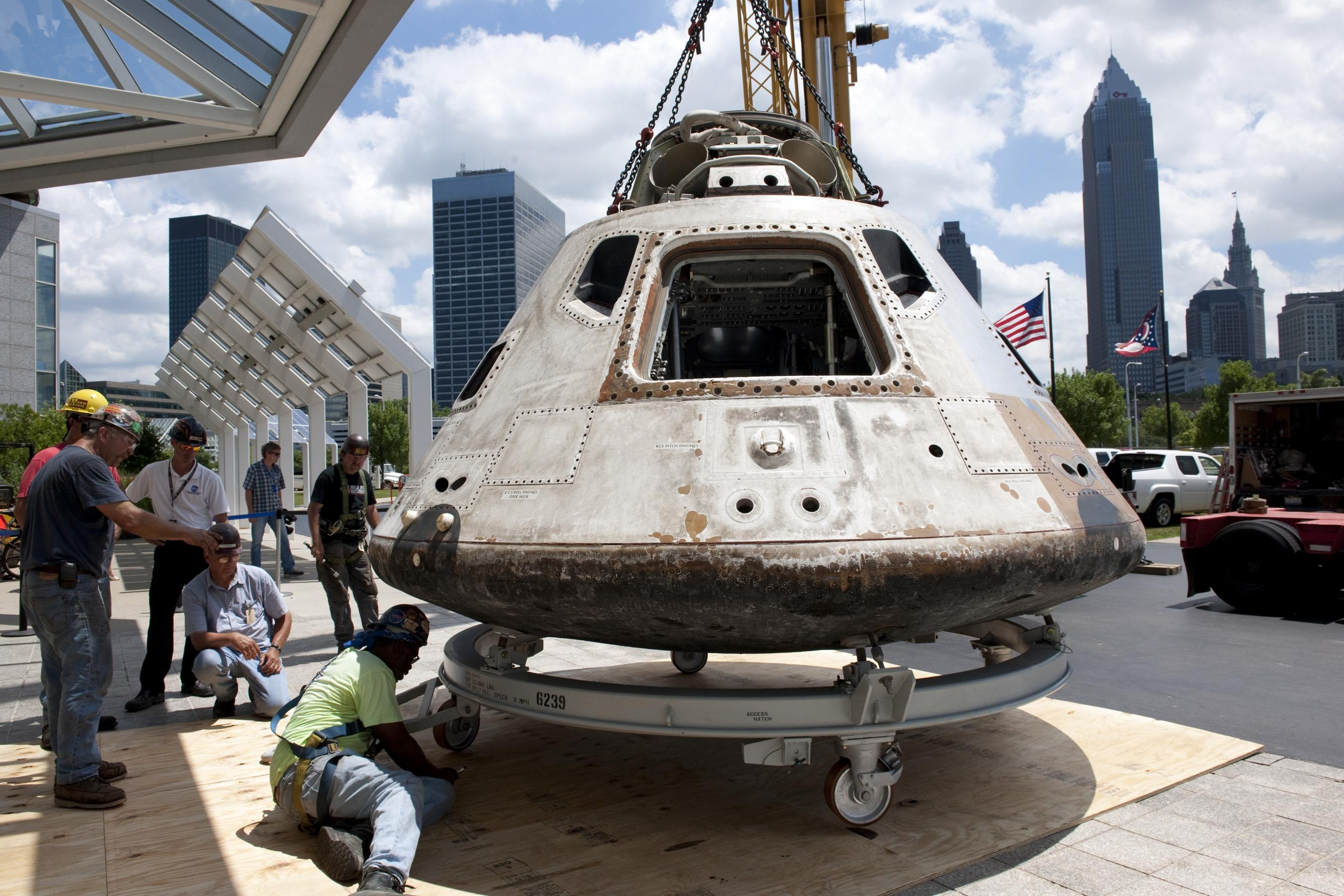
グレートレークス科学センターに移動される3号の司令船

3号で使用された司令船はオハイオ州クリーブランドにあるグレートレークス科学センター (Great Lakes Science Center) 内グレン研究センターの訪問者センターに展示されている。 2015年9月から島根県邑智郡川本町の悠邑ふるさと会館の駐車場の一角に展示されている物は、本物の様に表示されているが、2006年に江の島竜の時計塔前、2008年頃には富士ミルクランドに展示されていたもので、部品には1966年製との記載が見受けられ出処・真偽については不明。

## 参照
- 1973年の宇宙飛行
- 着水（英語版）